# 1292

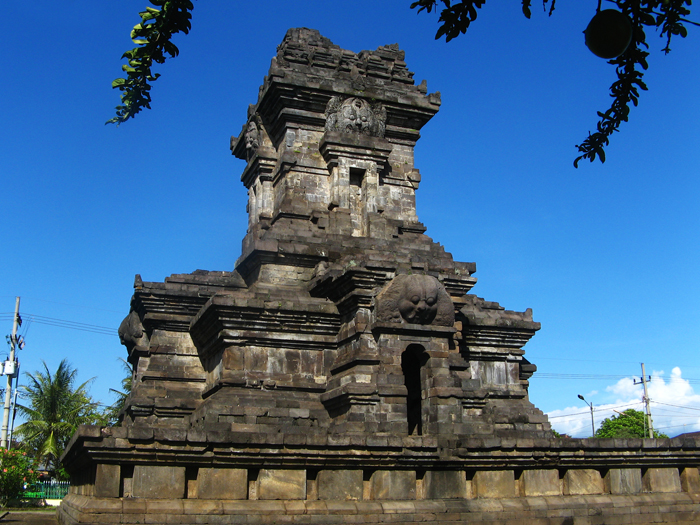
dodentempel van Kartanegara, laatste koning van Singhasari

Het jaar 1292 is het 92e jaar in de 13e eeuw volgens de christelijke jaartelling.

## Gebeurtenissen
april
- 5 - Begin van de pausverkiezing van 1292-1294 na de dood van paus Nicolaas IV, het op een na langste conclaaf in de geschiedenis.

mei
- 5 - Adolf I van Nassau wordt in Frankfurt tot Rooms-koning gekozen.

juni
- 9 - Hendrik VII van Luxemburg (later keizer Hendrik VII) trouwt met Margaretha van Brabant.
- 24 - Adolf I van Nassau en Imagina van Isenburg-Limburg worden in Aken gekroond.

november
- 3 - tot 6 - Op Berwick Castle presenteert een groot aantal kandidaten voor de Schotse kroon zich aan koning Eduard I van Engeland.
- 17 - Ten slotte wordt John Balliol door Eduard gekozen tot koning van Schotland.
- 30 - John Balliol wordt tot koning gekroond.

zonder datum
- Door een gezamenlijke aanval van de Mongolen en interne opstandelingen gaat het Javaanse koninkrijk Singhasari ten onder.
- Lanna annexeert Haripunchai.
- Khalil, sultan der Mamelukken, valt Armenië binnen en verovert een aantal steden.
- Wladislaus de Korte komt in Boheemse gevangenschap. Hij moet zijn claims in Bohemen opgeven en het Boheemse bezit van Koejavië erkennen.
- Marco Polo keert terug van China naar Perzië en bezoekt onder meer Sumatra en Ceylon.
- oudst bekende vermelding: Gildehaus, Valkenswaard, Vessem

## Opvolging
- patriarch van Antiochië (Syrisch) - Philoxenos I Nemrud opgevolgd door Michaël II
- Dominicanen (magister-generaal) - Étienne de Besançon als opvolger van Munio de Zamora
- Duitsland - Adolf van Nassau in opvolging van Rudolf I
- Monferrato - Willem VII opgevolgd door Johan I
- Schotland - John Balliol in opvolging van Margaretha

## Afbeeldingen

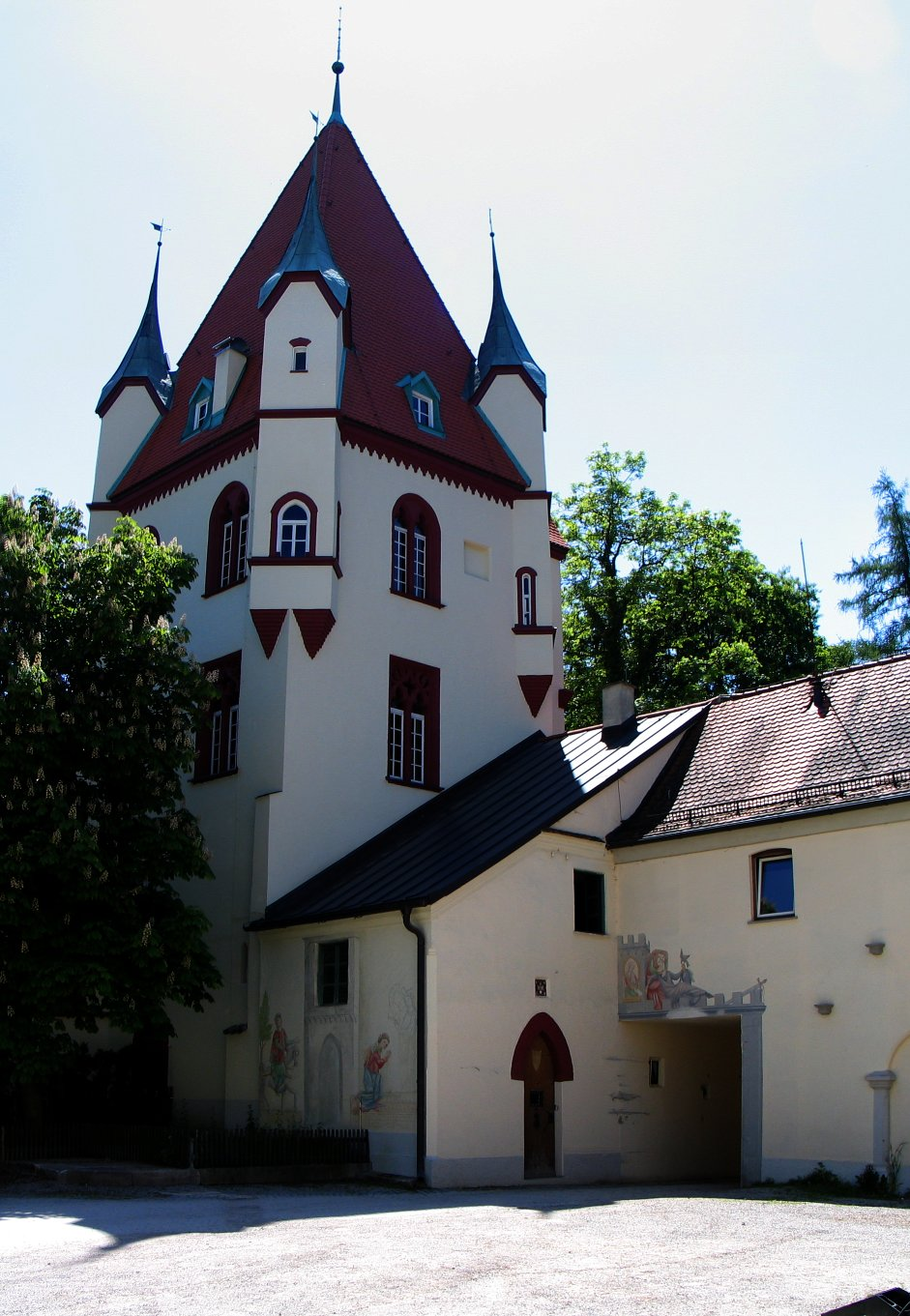
Slot Kaltenberg, gebouwd 1292

## Geboren
- 20 januari - Elisabeth I, koningin van Bohemen (1310-1330)
- 17 maart - Isabella van Frankrijk, echtgenote van Eduard II van Engeland
- 24 juni - Otto van Brunswijk-Göttingen, Duits edelman
- Elisenda van Montcada, echtgenote van Jacobus II van Aragon
- Richard van Wallingford, Engels wiskundige
- Thomas Ughtred, Engels edelman
- Hendrik IV de Trouwe, Pools edelman (jaartal bij benadering)
- Johannes VI Kantakouzenos, keizer van Byzantium (1347-1354) (jaartal bij benadering)
- Leszek, hertog van Ratibor (jaartal bij benadering)

## Overleden
- 28 februari - Hugh de Courtenay, Engels edelman
- 4 april - Nicolaas IV (64), paus (1288-1292)
- 24 juli - Cunegonda van Polen (68), echtgenote van Bolesław
- 30 september - Willem I (~22), hertog van Brunswijk-Wolfenbüttel (1279-1292)
- 8 december - John Peckham, aartsbisschop van Canterbury
- Kartanegara, koning van Singhasari (1268-1292)
- Marjorie van Carrick, Schots edelvrouw
- Thibaud Gaudin (~63), grootmeester der Tempeliers
- Vachtang II, koning van Georgië (1289-1292)
- Roger Bacon, Engels filosoof (jaartal bij benadering)